# Верон, Алекс
Алекс Заир Верон (исп. Álex Zahir Verón; родился 24 октября 2008, Буэнос-Айрес) — аргентинский футболист, вингер клуба «Велес Сарсфилд».

## Клубная карьера
Воспитанник футбольной академии клуба «Велес Сарсфилд», за которую выступал с 2016 года. В июле 2025 года подписал с клубом профессиональный контракт. 7 августа 2025 года дебютировал в аргентинской Примере, выйдя на замену в матче против клуба «Сан-Лоренсо де Альмагро».

## Карьера в сборной
Выступал за сборные Аргентины до 15, до 16 и до 17 лет.